# Guillaume Fuso
Pour les articles homonymes, voir Fuso.
 (juin 2021).
 (mai 2021).
La mise en forme du texte ne suit pas les recommandations de Wikipédia : il faut le « wikifier ».
Les points d'amélioration suivants sont les cas les plus fréquents :
- Les titres sont pré-formatés par le logiciel. Ils ne sont ni en capitales, ni en gras.
- Le texte ne doit pas être écrit en capitales (les noms de famille non plus), ni en gras, ni en italique, ni en « petit »…
- Le gras n'est utilisé que pour surligner le titre de l'article dans l'introduction, une seule fois.
- L'italique est rarement utilisé : mots en langue étrangère, titres d'œuvres, noms de bateaux, etc.
- Les citations ne sont pas en italique mais en corps de texte normal. Elles sont entourées par des guillemets français : « et ».
- Les listes à puces sont à éviter, des paragraphes rédigés étant largement préférés. Les tableaux sont à réserver à la présentation de données structurées (résultats, etc.).
- Les appels de note de bas de page (petits chiffres en exposant, introduits par l'outil «  Source ») sont à placer entre la fin de phrase et le point final[comme ça].
- Les liens internes (vers d'autres articles de Wikipédia) sont à choisir avec parcimonie. Créez des liens vers des articles approfondissant le sujet. Les termes génériques sans rapport avec le sujet sont à éviter, ainsi que les répétitions de liens vers un même terme.
- Les liens externes sont à placer uniquement dans une section « Liens externes », à la fin de l'article. Ces liens sont à choisir avec parcimonie suivant les règles définies. Si un lien sert de source à l'article, son insertion dans le texte est à faire par les notes de bas de page.
- La présentation des références doit suivre les conventions bibliographiques. Il est recommandé d'utiliser les modèles {{Ouvrage}}, {{Chapitre}}, {{Article}}, {{Lien web}} et/ou {{Bibliographie}}. Le mode d'édition visuel peut mettre en forme automatiquement les références.
- Insérer une infobox (cadre d'informations à droite) n'est pas obligatoire pour parachever la mise en page.

Pour une aide détaillée, merci de consulter Aide:Wikification.
Si vous pensez que ces points ont été résolus, vous pouvez retirer ce bandeau et améliorer la mise en forme d'un autre article.
Fuso, né Guillaume Fuso le 25 octobre 1992 à Milly-la-Forêt en France. L'auteur-compositeur-interprète réside maintenant au Canada.

## Biographie
Originaire de Milly-La-Forêt en France, Fuso baigne dans la musique dès son plus jeune âge et grandit sous les influences reggae et hip-hop. Son enfance passée sur la Rive-Sud de Montréal nourrit sa passion, bien que ses débuts ne soient pas simples : à 12 ans, on lui refuse un cours de chant en raison d’une malformation des cordes vocales. Cela n’empêche pas Fuso de suivre sa voie. Inspiré par le surf et les voyages, il apprend la guitare et développe son propre style, influencé par des artistes comme Jack Johnson, Bob Marley, et Orelsan.
En 2016, il lance son premier album et connaît un succès international avec le single « Love », diffusé dans treize pays. Après une tournée de 50 concerts en 2018-2019 et l’album Danser dans la Tornade (2020), Fuso s’impose sur les ondes québécoises et internationales. Son troisième album, Leela, sorti en 2023, témoigne de collaborations remarquables avec Caracol, Rafaëlle Roy, et Gros Big, et ses titres Frère, Ici maintenant, et Coffee se hissent parmi les succès radiophoniques québécois de 2024. C'est en octobre 2023 que Rafaëlle Roy a annoncé avoir trouvé l'amour avec Guillaume Fuso sur les réseaux sociaux.

## Discographie
2024: Leela
1. Coffee (ft. Adamo, Dub Silence)
2. Ici Maintenant (ft. Caracol
3. Lost In Time (ft. le.Panda)
4. Frère
5. Leela (ft. Rafaëlle Roy)
6. C'est comme ça (ft. Gros Big)
7. Au revoir
8. One (ft. Rafaëlle Roy, JoDolo)
9. Since You Left Me